# سرین بدیعی
سرین بدیعی یا سرین کرتیس (زاده تهران) شناخته شده با عنوان شاهزاده سرین، سلبریتی اینترنتی ایرانی است.

## زندگی
پیش از بازداشت، بدیعی ویدیوهایی را با محتوای گوناگون از انتقادهای سیاسی تا نمایش تجملات گران‌قیمت و تصاویر جنسی منتشر می‌کرد. عمده انتقادات او حول محور خرافه‌های دینی و انتقاد از نظام جمهوری اسلامی در ایران بوده است، او اصل و نسب خود را متعلق به دودمان‌های پادشاهی قدیمی می‌داند. به نقل از بی‌بی‌سی فارسی او احتمالاً تبعه نیوزیلند است.

## سفر به ایران و بازداشت
او در فروردین ۱۴۰۳ به ایران سفر کرد و ویدیوهایی از حضور خود منتشر کرد. او پیش از بازداشت، در آخرین لایو اینستاگرامی با کیوان زند، چهره شبکه‌های اجتماعی تأیید کرد که در ایران است. اما موقعیت مکانی خود را هم ذکر کرد و گفت در شهرک اکباتان است.
نخستین‌بار صابرین نیوز برای با انتشار تصاویری از سفر سرین بدیعی به ایران خبر داد و توجه مقامات قضایی را به موضوع جلب کرد. در ۶ فروردین ۱۴۰۳ خبرگزاری میزان اعلام کرد که او به اتهام توهین به مقدسات بازداشت شده است. سرین بدیعی در یکی از توئیت‌های خود خطاب به مخاطبانش اعلام کرد که همه قرآن‌های جهان را باید به آتش بکشید و مسجدها را با خاکستر یکسان کرد. وی پیش از این ویدیوهایی از خود در شبکه‌های اجتماعی منتشر کرده بود که در آن مخاطبان خود را به آتش‌زدن قرآن دعوت می‌کرد.
پس از دستگیری او، وزارت خارجه‌های نیوزیلند و آمریکا اعلام کردند که از بازداشت او مطلع هستند. اما جزئیات بیشتری ارائه ندادند. دوستان و آشنایان او نیز نسبت به وضعیت وی ابراز نگرانی کردند.
ایران‌وایر اعلام کرد که طبق گزارشی، سرین بدیعی پس از تفهیم اتهامات تبلیغ علیه نظام، توهین به مقدسات، و برهم زدن نظم کشور ۳۰ خرداد ۱۴۰۳ از سلول انفرادی به بند سیاسیون سالن ۱۵ منتقل شده است. در ۱۹ مرداد ۱۴۰۳ وکیل شاهزاده سرین گفت که وی، در رابطه با چندین اتهام در مجموع به ۹ سال زندان محکوم شده است.